# Verein Sagittaria
Sagittaria – Schweizer Vereinigung für Naturschutz in Argentinien ist ein ehrenamtlich geführter Schweizer Verein in Baden AG. Er setzt sich seit 1988 für den Schutz des Atlantischen Regenwaldes ein, einer der Wälder mit der höchsten Biodiversität. Der Verein kauft mit Hilfe von Spendengeldern Regenwaldflächen in der Provinz Misiones (Argentinien) und gibt sie dem indigenen südamerikanischen Volk der Mbya zurück. Dadurch erhalten die indigenen Gemeinschaften ihre Existenzgrundlage wieder und schützen den Urwald vor kommerzieller Nutzung.

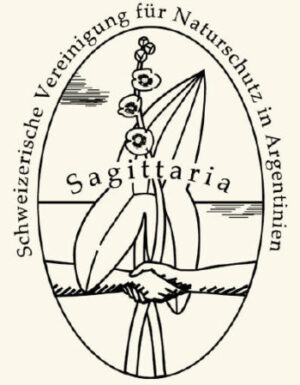
Logo des Sagittaria-Vereins

## Geschichte und Organisation
Sagittaria wurde ursprünglich als Unterstützungsorganisation für die argentinische Pampareservatstiftung Federico Wildermuth gegründet, ist jedoch heute eine eigenständige Organisation. Der Verein verfolgt den Ansatz, Urwald durch den Kauf und die Rückgabe an die Mbyá zu retten, was vom Oberhaupt der Mbyá-Gemeinschaft Takuapí selbst vorgeschlagen wurde. Seit seiner Gründung hat der Sagittaria-Verein in den letzten 35 Jahren 626 Hektar subtropischen Regenwald den indigenen Gemeinschaften zurückgegeben und somit vor Rodung geschützt. Der Verein setzt sich aus über 50 Mitgliedern und einem fünfköpfigen Vorstand zusammen. Als ein privater, gemeinnütziger Verein ist Sagittaria auf Spendenbeiträge und Mitgliedschaften angewiesen. Aufgrund des übersichtlichen Aufbaus der Organisation wird jegliche Administrationsarbeit ehrenamtlich geleistet. Die Vereinskommunikation findet über die offizielle Website als auch über die eigens entwickelte Smartphone App Save A Tree statt.

## Schutz des Atlantik-Urwaldes und der Mbyá
Ein Großteil des subtropischen Regenwaldes ist bereits zerstört, was einen enormen Verlust an ökologischem Reichtum bedeutet. Die wichtigste Maßnahme zum Schutz des Waldes können kontrollierte Schutzgebiete darstellen. Je nach Größe bieten sie meist die einzige Möglichkeit, komplette Ökosysteme oder einzelne Arten zu erhalten. Sagittaria setzt sich für den Schutz des Atlantischen Regenwaldes (Mata Atlântica) ein, der eine Vielzahl seltener Pflanzen- und Tierarten beherbergt. Durch den Kauf von Regenwaldflächen und die juristische Rückgabe an die Mbyá-Gemeinschaften wird der Wald langfristig geschützt. Als eingetragene juristische Personen dürfen die indigenen Gruppen das Land nicht verkaufen und nur für ihre traditionelle Lebensweise nutzen. Dies trägt zur Erhaltung der biologischen Vielfalt bei, bekämpft Bodenerosion, konserviert Feuchtigkeit und reduziert den Treibhauseffekt.

## Abgeschlossene Projekte
Sagittaria hat bereits mehrere Projekte erfolgreich abgeschlossen. Dazu gehört der Erwerb von 36 Hektar für die Gemeinschaft Ñamandú, 50 Hektar für die Gemeinschaft Santo Pipó, 20 Hektar für die Gemeinschaft Amba’y Poty, 56 Hektar für die Gemeinschaft Tupamba’é und 6 Hektar für die Gemeinschaft Takuapí. In jedem Fall wurde der Regenwald an die indigenen Gemeinschaften zurückgegeben, um ihren Lebensunterhalt zu sichern und die biologische Vielfalt zu schützen.

## Lokale Kontakte und Partnerorganisationen
Sagittaria arbeitet eng mit verschiedenen lokalen Kontakten und Partnerorganisationen zusammen, um seine Ziele effektiv zu erreichen. Dazu gehören die Aty'-Versammlung der Oberhäupter der indigenen Gemeinschaften oder die Asociación Impulso Solidario (AIS), welche sich im Nordosten von Argentinien für die Rückgabe von Atlantik-Urwald an die indigene Bevölkerung einsetzt.